# 直莖鼠麴草
直茎鼠麹草（学名：Gnaphalium calviceps）为菊科鼠麹草属下的一个种。

## 扩展阅读
- 維基物種上的相關：直茎鼠麹草